# Atletismo nos Jogos Pan-Americanos de 1959 - Salto em distância masculino
A prova do salto em distância masculino nos Jogos Pan-Americanos de 1959 foi realizada em Chicago, Estados Unidos.

## Medalhistas
| Ouro                              | Prata                           | Bronze                  |
| Irvin Roberson USA Estados Unidos | Gregory Bell USA Estados Unidos | Lester Bird JAM Jamaica |

## Resultados
| Posição           | Nome             | Nacionalidade      | Marca | Notas |
| ----------------- | ---------------- | ------------------ | ----- | ----- |
| Medalha de ouro   | Irvin Roberson   | USA Estados Unidos | 7.97  |       |
| Medalha de prata  | Gregory Bell     | USA Estados Unidos | 7.60  |       |
| Medalha de bronze | Lester Bird      | JAM Jamaica        | 7.46  |       |
| 4                 | Joel Wiley       | USA Estados Unidos | 7.42  |       |
| 5                 | Roberto Procel   | MEX México         | 7.05  |       |
| 6                 | Julio Llera      | PUR Porto Rico     | 6.95  |       |
| 7                 | Víctor Hernández | CUB Cuba           | 6.94  |       |
| 8                 | Carlos Vera      | CHI Chile          | 6.87  |       |